# Station Czempiń
Station Czempiń is een spoorwegstation in de Poolse plaats Czempiń.